# 월드컵4강로
 월드컵4강로(Worldcup 4 gang-ro)는 광주광역시 서구 화정동 염주체육관에서 광주광역시 서구 내방동 무진대로까지를 이어주는 도로이다. 도로 이름은 대한민국 축구 국가대표팀이 광주에서 열린 스페인과의 2002년 FIFA 월드컵 8강전 경기에서 승리하여 준결승전에 진출한 것을 기념하기 위하여 명명되었다.

## 주요 경유지
광주광역시
- 서구 (화정동 . 상무동)